# Столкновение над Нью-Йорком
Столкновение над Нью-Йорком — крупная авиационная катастрофа, произошедшая утром в пятницу 16 декабря 1960 года в Нью-Йорке. Авиалайнеры Douglas DC-8-11 авиакомпании United Air Lines (UAL) (рейс UAL 826 Лос-Анджелес—Чикаго—Нью-Йорк) и Lockheed L-1049-54 Super Constellation авиакомпании Trans World Airlines (TWA) (рейс TWA 266 Дейтон—Колумбус—Нью-Йорк) во время захода на посадку в Нью-Йорке (каждый в свой аэропорт) столкнулись на пересекающихся курсах и рухнули на расположенный под ними город. В катастрофе погибли 134 человека — все находившиеся на обоих самолётах 128 человек (84 на DC-8 (77 пассажиров и 7 членов экипажа) и 44 на L-1049 (39 пассажиров и 5 членов экипажа)) и 6 человек на земле.
Эта авиакатастрофа стала крупнейшей в истории человечества до 12 мая 1968 года (когда в катастрофе C-130 в Кхамдыке погибло 155 человек), крупнейшей в истории США до 25 сентября 1978 года (когда при столкновении над Сан-Диего погибло 144 человека), а также первой в истории самолёта DC-8.
В СМИ столкновение над Нью-Йорком известно как «Авиакатастрофа в Парк-Слоупе» (англ. Park Slope Plane Crash) из-за места падения самолёта авиакомпании UAL.

## Самолёты

### Douglas DC-8
Douglas DC-8-11 (регистрационный номер N8013U, заводской 45290, серийный 022) был выпущен в октябре 1959 года. 22 декабря того же года поступил в авиакомпанию United Air Lines (UAL), в которой получил имя Mainliner Will Rogers (в честь Уилла Роджерса). Оснащён четырьмя турбореактивными двигателями Pratt & Whitney JT3C-6, каждый из которых развивал силу тяги в 13 500 фунтов (6100 кг). На день катастрофы налетал 2434 часа, в том числе 42 часа от последнего капитального ремонта. Собственно, UAL стала первой авиакомпанией, которая начала эксплуатировать DC-8 и на то время с этими лайнерами не было ещё ни одной катастрофы.
В тот день борт N8013U выполнял регулярные пассажирские рейсы UAL 856 по маршруту Лос-Анджелес—Чикаго и UAL 826 по маршруту Чикаго—Нью-Йорк. Им управлял лётный экипаж, состав которого был таким:
- Командир воздушного судна (КВС) — 46-летний Роберт Х. Сойер (англ. Robert H. Sawyer). Очень опытный пилот, в авиакомпании UAL проработал 19 лет и 11 месяцев (со 2 января 1941 года). Имел квалификацию пилота Boeing 247, Douglas DC-3, DC-4, DC-6 и DC-7. 6 июня 1960 года был квалифицирован на пилота Douglas DC-8. Налетал свыше 19 100 часов, 344 из них на DC-8.
- Второй пилот — 40-летний Роберт В. Флебинг (англ. Robert W. Flebing). Опытный пилот, в авиакомпании UAL проработал 9 лет и 7 месяцев (с 1 мая 1951 года). Имел квалификацию пилота Douglas DC-3, DC-4, DC-6 и DC-7. 3 мая 1960 года был квалифицирован на пилота Douglas DC-8. Налетал свыше 8400 часов, 416 из них на DC-8.
- Бортинженер — 30-летний Ричард Э. Пруитт (англ. Richard E. Pruitt). В авиакомпании UAL проработал 5 лет и 3 месяца (с 15 сентября 1955 года). Имел квалификацию пилота и бортинженера Douglas DC-6 и DC-7. 15 декабря 1959 года был квалифицирован на бортинженера Douglas DC-8. Налетал свыше 8500 часов, 379 из них на DC-8.

В 03:20 рейс 856 вылетел из Лос-Анджелеса и в 06:56 благополучно приземлился в чикагском аэропорту О'Хара. Здесь в ходе 2-часовой стоянки произошла смена бригады стюардесс и теперь в салоне самолёта работали:
- Энн М. Бутэн (англ. Anne M. Bouthen), 29 лет. В UAL с 25 августа 1954 года.
- Патрисия А. Келлер (англ. Patricia A. Keller), 26 лет. В UAL с 28 июля 1960 года.
- Мэри Дж. Махони (англ. Mary J. Mahoney), 24 года. В UAL с 31 октября 1955 года.
- Огастин Л. Феррэр (англ. Augustine L. Ferrar), 22 года. В UAL с 30 мая 1956 года.

Помимо 7 членов экипажа, на борту также находились 77 пассажиров, 6450 фунтов (2930 кг) груза и 63 700 фунтов (28 900 кг) топлива, а общий вес лайнера по оценке составлял 214 790 фунтов (97 430 кг) при максимальном допустимом 217 200 фунтов (98 500 кг); центровка также не выходила за пределы допустимого.
Полёт до Нью-Йорка должен был проходить по плану через воздушные коридоры общему «Виктор 55» и «Виктор 60» для реактивных самолётов на эшелоне 27 000 футов (8200 м), а общая продолжительность полёта должна была составить 1 час 29 минут при воздушной скорости 478 уз (885,25600 км/ч) и путевой 530 уз (981,56000 км/ч). После получения разрешения от авиадиспетчера, в 09:11 рейс 826 вылетел из Чикаго и, поднявшись к 09:36 до крейсерского эшелона, взял курс на Нью-Йорк.

### Lockheed L-1049 Super Constellation
Lockheed L-1049-54 Super Constellation (регистрационный номер N6907C, заводской 4021) был выпущен в 1952 году и, согласно отчёту, 16 октября (хотя также встречается дата 11 августа) того же года поступил в авиакомпанию Trans World Airlines (TWA), в которой получил имя Star of Sicily (Звезда Сицилии). Оснащён четырьмя поршневыми двигателями Wright R-3350 Duplex-Cyclone (975C18CB-1), оснащённых воздушными винтами производства «Hamilton Standard» модели 43E60 (лопасти модели 6901-0). На день катастрофы налетал 21 555 часов, в том числе 3955 часов от последнего капитального ремонта и 149 часов от последнего технического обслуживания.
В тот день борт N6907C выполнял регулярный пассажирский рейс TWA 266 из Дейтона в Нью-Йорк с промежуточной посадкой в Колумбусе. Его экипаж состоял из 5 человек (3 пилота и 2 стюардессы), его состав был таким:
- Командир воздушного судна (КВС) — 39-летний Дэвид А. Уоллэм (англ. David A. Wollam). Очень опытный пилот, в авиакомпании TWA проработал 15 лет и 6 месяцев (с 23 мая 1945 года). Имел квалификацию пилота Douglas DC-3, Martin 2-0-2, 4-0-4[англ.], и Lockheed Constellation, причём квалификацию на L-1049 Super Constellation получил 9 сентября 1952 года. Налетал 14 583 часа, 267 из них на Lockheed Constellation.
- Второй пилот — 32-летний Дин Т. Боуэн (англ. Dean T. Bowen). Опытный пилот, в авиакомпании TWA проработал 7 лет и 5 месяцев (с 13 июля 1953 года). Имел квалификацию пилота Lockheed Constellation; 13 мая 1959 года был квалифицирован на пилота L-1049 Super Constellation. Налетал 6411 часов, 268 из них на Lockheed Constellation.
- Бортинженер — 30-летний Лерой Л. Розенталь (англ. LeRoy L. Rosenthal). В авиакомпании TWA проработал 4 года и 11 месяцев (с 3 января 1956 года). Квалификацию бортинженера получил 9 мая 1956 года. Налетал 3561 час, 204 из них на Lockheed Constellation.
- Стюардессы:
  - Маргарет Джернэт (англ. Margaret Gernat), 24 года. В TWA с 13 октября 1958 года.
  - Патрисия Пост (англ. Patricia Post), 21 год. В TWA с 1 января 1960 года[6].

Перелёт из Дейтона в Колумбус прошёл без отклонений, после чего в аэропорту Порт-Колумбус было выполнено необходимое обслуживание и начата подготовка к перелёту в Нью-Йорк. Всего на борт самолёта сели 39 пассажиров, включая 2 детей, а запас авиатоплива в баках составлял 2600 галлонов. Общий вес лайнера по оценке составлял 101 444 фунта (46 014 кг), что было в пределах допустимого; центровка также не выходила за установленные ограничения. Согласно заданию, до Нью-Йорка рейс 266 должен был следовать по правилам полётов по приборам на высоте 7000 футов (2100 м), а общая продолжительность полёта оценивалась в 1 час 32 минуты.
Экипаж подал заявку на полёт по плану, на что авиадиспетчер дал разрешение следовать в Нью-Йорк по следующему маршруту: Аплтон (Огайо), затем по коридору «Виктор 12» до Джонстауна (Пенсильвания), после по «Виктор 106» до Селинсгрова (Пенсильвания) и далее по «Виктор 6» и «Виктор 123» до аэропорта Ла-Гуардия. В 09:00 рейс 266 вылетел из Колумбуса и взял курс на Нью-Йорк, причём в процессе полёта ему было дано разрешение сперва подняться до эшелона 17 000 футов (5200 м), а затем и до 19 000 футов (5800 м).

## Хронология событий

### Рейс 266
В 10:05 экипаж самолёта TWA связался с Нью-Йоркским центром управления воздушным движением и доложил о прохождении Селингсгрова на высоте 19 000 футов, на что получил разрешение выполнять постепенное снижение, чтобы пройти Аллентаун (штат Пенсильвания) на высоте 11 000 футов (3400 м). О прохождении Аллентауна было доложено в 10:19, на что диспетчер Нью-Йоркского центра сообщил, что видит самолёт у себя на радиолокаторе, после чего дал разрешение следовать к пересечению Линден пока без снижения. Разрешение на снижение до 10 000 футов (3000 м) было дано в 10:21, на что экипаж подтвердил получение информации, доложив о начале снижения. Через пару минут, в 10:23 диспетчер передал рейсу 266 информацию о погоде в аэропорту Ла Гуардия: облачность с нижней границей 500 футов (150 м), небольшой снег, видимость 1 миля (1,6 км), ветер у земли северо-западный 15 уз (27,78000 км/ч), давление аэродрома 29,66 дюйма (753 мм) рт. ст. Экипаж подтвердил получение информации и спросил, на какую полосу будет выполняться посадка. В ответ диспетчер сообщил, что будет выполняться заход по приборам на полосу 4, но локатор сейчас не работает. Получение этой информации также было подтверждено.
Где-то в 10:24—10:26 было дано разрешение на снижение до 9000 футов (2700 м) с обязательным докладом об оставлении 10 000 футов, а в 10:27 с «Локхида» сообщили о прохождении Сольберга, на что из «Нью-Йорк—центр» сообщили о прекращении радарного наблюдения и дали указание переходить на связь с диспетчером подхода аэропорта Ла Гуардия. Экипаж подтвердил получение информации и в 10:26:22 (по часам в аэропорту) перешёл на связь диспетчером аэропорта, после чего получил от него следующее разрешение: Сохраняйте 9000, доложите о [прохождении вектора] ноль один ноль [010°] от Роббинсвилла, заход по курсо-глиссадной системе на полосу 4, посадка на полосу 4, задержка не ожидается. Ветер северо-западный 15, давление 29,65. Погода в Ла Гуардиа — [облачность] 500 [футов], пасмурно, видимость 1 миля (1,6 км), снег. Пока ожидайте.
В 10:28 с самолёта TWA сообщили о прохождении вектора 010° от Роббинсвилла, после чего запросили информацию о радиолокаторе в аэропорту. В ответ диспетчер сообщил, что курсовой радиолокатор исправен, а не работает локатор глиссады, после чего дал разрешение снижаться до 8000 футов (2400 м). Затем в 10:29 диспетчер дал разрешение снижаться до 6000 футов (1800 м) с докладом о прохождении 8000 футов. Экипаж подтвердил получение информации, а в 10:29:49 доложил о прохождении высоты 8000. Диспетчер сообщил, что понял доклад, а также дал указание сохранять текущий курс до вектора от радиолокационного захода на посадку, что экипаж подтвердил. В 10:30:49 диспетчер подхода аэропорта Ла Гуардиа дал указание рейсу 266 замедляться до скорости подхода, а в 10:32:09 — выполнять правый поворот на курс 130°. Экипаж переспросил последнее указание, на что диспетчер повторил, сказав, что это радарный вектор для захода на посадку. После диспетчер запросил у экипажа их высоту, на что в 10:32:20 ему доложили о 6000 футов (1800 м). Тогда через пару секунд, в 10:32:22 было дано разрешение снижаться до 5000 футов (1500 м), что экипаж подтвердил.

### Рейс 826

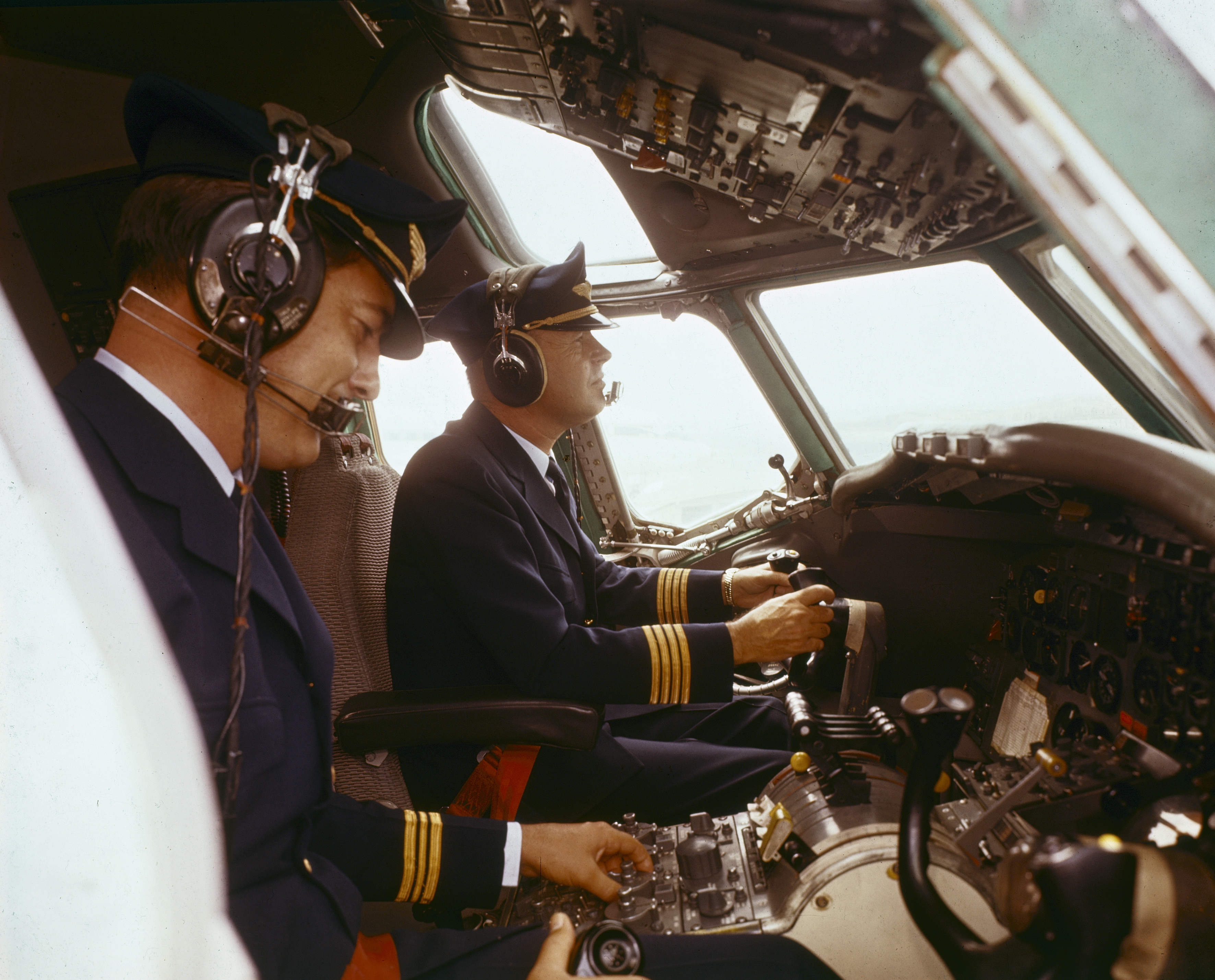
В кабине экипажа Douglas DC-8

В это время к Нью-Йорку уже подлетал рейс 826. Ещё ранее в 10:12 его экипаж установил связь с Нью-Йоркским центром управления воздушным движением, на что получил следующее сообщение: Юнайтед 826, Нью-Йорк—центр, понял. Продолжайте выполнять, радарное сопровождение сейчас недоступно. Снижайтесь и сохраняйте 25 000 футов (7600 м). В 10:14 с самолёта UAL доложили о начале снижения с эшелона 270, а в 10:15 диспетчер передал: Юнайтед 826, разрешено [следовать] до пересечения «Престон» по коридору «Виктор 60» до Аллентауна, до Роббинсвилла и по «Виктор 123». Сохраняйте эшелон 250. Экипаж подтвердил получение информации, а через шесть минут, примерно в 10:21 по ARINC связался с оператором своей компании и доложил: Навигационный приёмник № 2 вышел из строя. Такая неполадка, как отказ одного из двух навигационных приёмников, осложняла ориентирование в пространстве в условиях полёта по приборам. В это же время с рейсом 826 связался Нью-Йоркский диспетчерский центр и дал разрешение снижаться до 13 000 футов (4000 м), на что экипаж передал: Мы лучше останемся наверху. Тогда было дано указание сменить частоту для установки связи с диспетчером следующего сектора.
| 10:22:41 | Нью-Йорк—центр | Юнайтед 826, Нью-Йорк—центр, радиолокационный контакт. |
|          | UAL 826        | Понял. Нам разрешено снижаться до 13 000, но до вашего разговора сохраняем 25 000. Если у нас будет задержка, то лучше побудем наверху, чем внизу. Нам нужно [видимость] ¾ мили; погода у вас подходит? |
|          | Нью-Йорк—центр | Нет, но ожидается. Пока никаких задержек не было. |

В 10:23:30 с «Дугласа» доложили о прохождении Аллентауна на эшелоне 250. Диспетчер ответил, что понял информацию, а сам в 10:24:37 передал данные о погоде в аэропорту Айдлуайлд:
| 10:24:37 | Нью-Йорк—центр | [нижняя граница облачности] 1500 футов (460 м), пасмурно, [видимость] 0,5 мили (0,80 км), небольшой дождь, давление на высотомере 29,65 дюйма (753 мм) [рт. ст.], туман. |
|          | UAL 826        | …мы начинаем снижение. |
| 10:25:09 | Нью-Йорк—центр | 826, разрешается следовать по «Виктор 30» до пересечения с «Виктор 123» и по этому пути уже на Престон. Так будет немного быстрее.                                       |

В 10:25:20 экипаж подтвердил получение информации об изменении маршрута подхода, тем более, что предложенный вариант был короче стандартного на 11 миль (18 км). Примерно в 10:26:46 диспетчер дал разрешение снижаться до 11 000 футов (3400 м), получение чего было подтверждено, а затем в 10:26:54 с самолёта доложили о прохождении высоты 21 000 футов (6400 м). В 10:28:41 диспетчер предупредил экипаж UAL: 826, наблюдаю, как вы сейчас пересекаете осевую [коридора] «Виктор 30». Экипаж доложил, что занял коридор «Виктор 30», после чего спросил расстояние до пересечения с «Виктор 123». В 10:28:56 диспетчер ответил: Я вижу вас в 15, доберётесь через 16 миль (26 км) до «Виктор 123». С самолёта подтвердили получение информации, а затем диспетчер добавил: Сейчас вы примерно в 2 мили (3,2 км) от пересечения коридора «Виктор 433».
В 10:30:07 диспетчер дал указание рейсу 826 снижаться и сохранять 5000 футов (1500 м), что экипаж подтвердил, а затем доложил о прохождении 14 000 футов (4300 м). Тогда диспетчер спросил: Вы сможете пройти Престон на 5000 футах? На это ему ответили: Будем следовать прямо вниз.
| 10:32:16 | Центр   | Юнайтед 826, если вам нужна задержка в зоне ожидания над Престоном, то ожидайте к юго-западу [от Престона], на круге с правыми разворотами — единственная возможная задержка будет если не успеете спуститься до заданной высоты. |
| 10:32:25 | UAL 826 | Понял, но задержки не будет. Мы уже прошли семь [7000 футов (2100 м)] |

В 10:33:01 с рейса 826 доложили о прохождении 6000 футов (1800 м).
| 10:33:08 | Центр   | 826, извиняюсь, что перебил вас, но вы сообщаете о снижении с 6000 до 5000?                                                                               |
|          | UAL 826 | Подтверждаю. |
| 10:33:08 | Центр   | 826, понял. Вы уже получили инструкции по ожиданию над Престоном, радарное сопровождение прекращено. Переходите на связь с диспетчером подхода Айдлуайлд. |
| 10:33:27 | UAL 826 | Хорошего дня! |

Экипаж не докладывал диспетчеру об отказе навигационного приёмника, считая, что это не может помешать в выполнении навигации. Из-за этого в центре управления воздушным движением не знали о ситуации на борту N8013U, а потому и радарное сопровождение было прекращено как обычно. На протяжении последующих событий полёт рейса 826 по радиолокатору фактически никто не отслеживал.

### Столкновение

Траектории полётов рейсов UAL 826 (оранжевый) и TWA 266 (жёлтый). Пунктиром показана предполагаемая фактическая траектория полёта рейса 826

Компьютерная реконструкция столкновения (кадр из документального фильма 2013 года)

В 10:32:37 диспетчер аэропорта Ла-Гуардия дал рейсу 266 указание на разворот вправо на курс 150°, а в 10:32:47 предупредил о другом самолёте, который находился относительно L-1049 на «2 с половиной часа» (примерно 70-80° справа по курсу) и двигался на северо-запад. Получение обоих этих сообщений было подтверждено экипажем. В 10:33:08 диспетчер подхода спросил у экипажа их высоту, на что услышал едва разборчивое: …500. Диспетчер переспросил, имели ли они в виду высоту 5500 футов (1700 м), на что ответ был утвердительным. Тогда в 10:33:14 диспетчер Ла Гуардия разрешил снижаться до 1500 футов (460 м), а в 10:33:21 также дал указание повернуть на курс 130°. Оба эти указания также были подтверждены экипажем.
Неожиданно на экране радиолокатора диспетчер увидел засветку, которая на высокой скорости направлялась наперерез самолёту TWA. Радары того времени ещё не отображали высоту, которую авиадиспетчеры узнавали у самих экипажей, поэтому в данном случае диспетчер также не знал, на какой высоте следует этот неопознанный самолёт, но из-за его большой скорости предположил, что это, вероятнее всего, летевший на ориентировочной высоте 10 000 футов (3000 м) истребитель с авиабазы Миллер, около которой в этот момент пролетал рейс 266. Тем не менее, он попытался предупредить рейс TWA 266: Понял, похоже, что к вам приближается реактивный самолёт справа на 3 часа [примерно 90° справа по курсу] в одной миле, направляется на северо-восток. Неожиданно в 10:33:33 в эфире раздался шум включённого микрофона, который продолжался 6 секунд. Также отметки неизвестного самолёта и рейса 266 слились, а затем разошлись, после чего одна из отметок, похожая на неопознанный самолёт, направилась на северо-восток, а вторая будто остановилась, после чего медленно развернулась вправо и исчезла. Не понимая ещё истинной ситуации, диспетчер подхода в 10:33:43 продолжил: Транс Уорлд 266, после поверните направо на один ноль ноль [100°], но подтверждения от рейса 266 не прозвучало. Вплоть до 10:36:21 диспетчер предпринял множество попыток связаться с рейсом TWA 266, но все они были безуспешны.
Следовавший на большой скорости после крутого снижения, в 10:33:28 (согласно времени на ленте записи переговоров) рейс UAL 826 связался с диспетчером подхода аэропорта Айдлуайлд:
| 10:33:28 | UAL 826          | Айдлуайлд—подход, Юнайтед 826, приближаемся к Престону на 5000. |
| 10:33:33 | Айдлуайлд—подход | Юнайтед 826, Айдлуайлд—подход, сохраняйте 5000 [футов]. Небольшая задержка в Престоне. Посадка в Айдлуайлд на полосу 4 правая, курсо-глиссадная система работает. Погода над Айдлуайлд: 600 футов (180 м) переменная, 1500 футов (460 м) сплошная… видимость ½ мили (0,8 км), небольшой дождь и туман, давление 29,63 дюйма (750 мм). |

Самолёт UAL ещё не наблюдался на экране радиолокатора, а инструкции по выполнению захода на посадку и погоду в аэропорту диспетчер закончил передавать примерно в 10:33:54, но подтверждения от экипажа не поступало. Все попытки вновь связаться с рейсом UAL 826 оказались безуспешными. Диспетчер подхода аэропорта Ла-Гуардия в это время наблюдал, как неустановленная засветка, следуя на северо-восток, исчезла в 8-10 милях от точки расхождения.
Экипаж самолёта UAL ошибся, когда доложил о подходе к Престону, на самом деле они были уже в десятке миль за ним. В 10:33:33 на расстоянии 11 миль (18 км) северо-восточней данной точки и у западной оконечности авиабазы Миллер, следующий в облаках на высоте около 5200 футов (1600 м) со скоростью 301 уз (557,45200 км/ч) по магнитному курсу около 50° «Дуглас» протаранил «Локхид». Столкновение произошло под углом 110°, когда винтовой самолёт выполнял левый поворот (с курса 150° на 130°). Реактивные двигатели пробили фюзеляж «Констеллэйшна», при этом у DC-8 в двигатель № 4 (крайний правый) засосало одного из пассажиров с самолёта TWA, после чего данный двигатель вместе с правой консолью крыла отделились. Рейс 826 перешёл в снижение, продолжая следовать на северо-восток, прямо на город. У «Локхида» повреждения, полученные в момент столкновения, были куда серьёзнее: отделилась правая плоскость крыла (было приподнято в момент удара из-за левого крена), а фюзеляж разрушился на три части. Развернувшись вправо на юго-запад, рейс 266 рухнул на военный аэродром.
Диспетчер аэропорта Айдлуайлд ещё передавал сводку о погоде, а DC-8 с горящим правым крылом уже падал на густонаселённый Бруклин. Нет точных сведений, был ли самолёт в этот момент управляем, так как он продолжал лететь в прямом направлении над жилыми кварталами, хотя правее был расположен Проспект-парк. Но некоторые свидетели указывают, что в последний момент пилотам удалось перелететь школу на 6-й авеню с сотнями учеников. Пролетев от места столкновения 8,5 мили (14 км), авиалайнер упал на здания близ пересечения 7-й авеню и Стерлинг-Плейс. Левая плоскость крыла врезалась в здание по адресу Стерлинг Плейс 126, оставив в его крыше кусок длиной 15 футов (4,6 м). От удара авиалайнер чуть развернуло, после чего он двигателем № 3 и правым крылом врезался в расположенную на 7-й авеню церковь, а затем взорвался. Левое крыло врезалось в соседний жилой дом. Относительно целое хвостовое оперение, оторванное от остального фюзеляжа, упало на перекрёстке 7-й авеню и Стерлинг Плейс.

## Последствия катастрофы

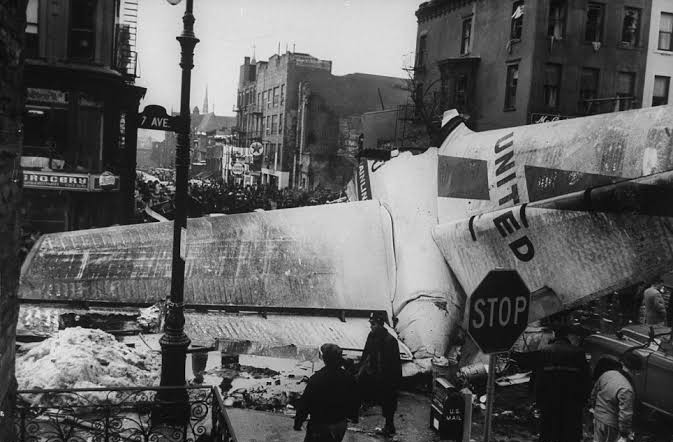
Обломки рейса 826 на улицах Бруклина

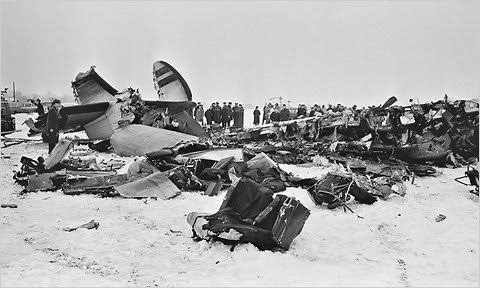
Обломки рейса 266 на авиабазе Миллер

В результате падения DC-8 на город возник пожар, охвативший около 10 домов. Многие здания были разрушены или значительно повреждены, в том числе церковь Огненного столпа (англ. Pillar of Fire Church), похоронное бюро МакКэддин (англ. Funeral Home McCaddin) и кулинария. В катастрофе погибли все находившиеся на обоих самолётах 128 человек (84 на DC-8 и 44 на L-1049), а также 6 человек на земле:
- Уоллес Е. Льюис (англ. Wallace E. Lewis) — 90-летний смотритель церкви;
- Чарльз Купер (англ. Charles Cooper) — дворник, убиравший в тот момент снег на улице;
- Джозеф Коласино (англ. Joseph Colacino) и Джон Опперисано (англ. John Opperisano) — уличные продавцы рождественских ёлок;
- Джейкоб Л. Крукс (англ. Jacob L. Crooks) — по профессии врач, в тот момент выгуливал свою собаку;
- Альберт Лейер (англ. Albert Layer) — продавец в магазине.

Таким образом общее число погибших составило 134 человека, что делало авиакатастрофу над Нью-Йорком на то время крупнейшей не только в стране, превзойдя произошедшее 4 годами ранее столкновение над Большим каньоном, но и в мире, обойдя катастрофу C-124 ВВС США в Татикаве (Япония). Авиакатастрофа над Большим каньоном 1956 года имела ряд трагических совпадений с авиакатастрофой над Нью-Йорком: в условиях облачности «Дуглас» (DC-7) авиакомпании United Air Lines врезался в «Локхид» (L-1049) авиакомпании Trans World Airlines и при этом число погибших непосредственно на обоих самолётах в этих обеих катастрофах одинаково — 128.

### Стивен Балц
11-летний (родился 9 января 1949 года) Стивен Ламберт Балц (англ. Stephen Lambert Baltz), летевший рейсом 826, стал единственным выжившим на месте катастрофы. Он летел в Нью-Йорк один, где его ждали прилетевшие ранее мать с сестрой, а вскоре должен был прилететь и его отец Уильям С. Балц (англ. William S. Baltz) — вице-президент корпорации «Admiral», выпускавшей электроприборы. Планировалось, что вся семья встретит в Нью-Йорке Рождество.
Когда DC-8 врезался в здания и разрушился, Стивена взрывом выбросило в сугроб, а подбежавшие местные жители быстро сбили с него пламя. Мальчика отвезли в расположенную в 15 кварталах Нью-Йоркскую методистскую больницу, где вскоре Стивен рассказал спасателям свои воспоминания. В частности, за несколько мгновений до удара он посмотрел в иллюминатор и увидел падающий снег.

Это было похоже на картинку из книги сказок. Это был великолепный вид.
Оригинальный текст (англ.)It looked like a picture out of a fairy book. It was a beautiful sight.

Я слышал сильный шум, в то время как мы летели. Последним, что я запомнил, было падение самолёта.Оригинальный текст (англ.)I heard a big noise while we were flying. The last thing I remember was the plane falling
Также мальчик беспокоился о своей матери, которая ждала его в аэропорту.
Фотографии Стивена Балца появились на страницах многих газет, как единственного выжившего в крупной авиакатастрофе. Однако на следующий день Стивен неожиданно умер из-за пневмонии. Персонал больницы не знал, что ребёнок получил смертельные ожоги лёгких из-за горевшего авиатоплива; это было выяснено лишь при вскрытии.
В память о Стивене Балце на стене Методистской больницы, где он умер, была установлена мемориальная доска 8 на 14 дюймов (203×356 мм), инкрустированная четырьмя 10-центовыми и пятью 5-центовыми монетами. Они были найдены в кармане Стивена и были переданы его отцом.

## Причина
12 июня 1962 года был выпущен итоговый отчёт о результатах расследования, согласно которому нью-йоркская авиакатастрофа произошла из-за того, что самолёт компании United при выполнении захода на посадку пересёк разрешённые границы, выйдя из воздушного пространства, выделенного службой управления воздушным движением. Способствовала этому высокая скорость авиалайнера на подходе к пересечению «Престон», а также изменение разрешения, из-за которого самолёт был направлен через коридор «Виктор 123», что сокращало маршрут полёта примерно на 11 миль (18 км).

## Культурные аспекты
Катастрофа над Нью-Йорком показана в серии «Столкновения» (англ. Collision Course) документального телесериала «Почему разбиваются самолёты» (англ. Why Planes Crash) производства MSNBC, при этом по ошибке перепутаны аэропорты назначения — Айдлуайлд для самолёта TWA и Ла Гуардия для самолёта UAL.

### Комментарии
1. ↑  Здесь и далее указано Североамериканское восточное время — EST
2. ↑  В отчёте ошибочно — 76
3. ↑  В отчёте модель указана как L-1049A, что не корректно, так как правильно модель называется 1049-54. Модели L-1049A и L-1049B относились только к военным модификациям и в гражданские авиакомпании не поступали
4. ↑  На фото кабина экипажа лайнера DC-8-33 авиакомпании SAS